# Giải bóng đá kết hợp đặc biệt hạng nhì-ba quốc gia Cộng hòa Síp 1974–75
Giải bóng đá hạng nhì quốc gia Cộng hòa Síp 1974–75 là mùa giải thứ 20 của bóng đá hạng nhì Cộng hòa Síp. APOP Paphos FC giành danh hiệu thứ 4.

## Thể thức thi đấu
Do sự kiện Thổ Nhĩ Kỳ xâm lược Síp buộc nhiều đội phải đóng cửa trụ sở ở bắc Síp tạm thời hoặc vĩnh viễn, CFA quyết định tổ chức một giải kết hợp đặc biệt hạng nhì-ba. Trong giải này có sự tham gia của tất cả các đội của Hạng nhì và Hạng ba. Sự tham gia là không bắt buộc. Giải được chia thành 2 bảng theo khu vực địa lý. Đội vô địch mỗi bảng sẽ thi đấu với nhau trong giai đoạn cuối và đội thắng cuộc là đội vô địch giải đấu. Đội vô địch sẽ được xem là vô địch Giải bóng đá hạng nhì quốc gia Cộng hòa Síp 1974–75.

### Hệ thống điểm
Các đội bóng nhận được 2 điểm cho một trận thắng, 1 điểm cho một trận hòa và 0 điểm cho một trận thua.

## BảngNicosia-Keryneia

### Bảng xếp hạng
| Vị thứ | Đội                    | St. | T. | H. | B. | BT. | BB. | BT. | Đ. | Ghi chú          |
| ------ | ---------------------- | --- | -- | -- | -- | --- | --- | --- | -- | ---------------- |
| 1      | Ethnikos Assia FC      | 18  |    |    |    | 38  | 16  | +22 | 25 | Playoff Vô địch. |
| 2      | PAEEK FC               | 18  |    |    |    | 35  | 19  | +16 | 24 |                  |
| 3      | Achilleas Kaimakli FC  | 18  |    |    |    | 30  | 19  | +11 | 22 |                  |
| 4      | Keravnos Strovolou FC  | 18  |    |    |    | 45  | 26  | +19 | 20 |                  |
| 5      | Parthenon Zodeia       | 18  |    |    |    | 40  | 29  | +11 | 18 |                  |
| 6      | Orfeas Nicosia         | 18  |    |    |    | 24  | 24  | 0   | 18 |                  |
| 7      | ENAD Ayiou Dometiou FC | 18  |    |    |    | 26  | 27  | -1  | 17 |                  |
| 8      | AEM Morphou            | 18  |    |    |    | 27  | 41  | -14 | 17 |                  |
| 9      | Doxa Katokopias FC     | 18  |    |    |    | 19  | 35  | -16 | 14 |                  |
| 10     | Iraklis Gerolakkou     | 18  |    |    |    | 17  | 65  | -48 | 5  |                  |

Hệ thống điểm: Thắng=2 điểm, Hòa=1 điểm, Thua=0 điểm

## Larnaca-Limassol-Paphos

### Bảng xếp hạng
| Vị thứ | Đội                       | St. | T. | H. | B. | BT. | BB. | BT. | Đ. | Ghi chú          |
| ------ | ------------------------- | --- | -- | -- | -- | --- | --- | --- | -- | ---------------- |
| 1      | APOP Paphos FC            | 16  |    |    |    | 52  | 17  | +35 | 25 | Playoff Vô địch. |
| 2      | Akritas Chlorakas         | 16  |    |    |    | 43  | 18  | +25 | 25 |                  |
| 3      | Ermis Aradippou FC        | 16  |    |    |    | 38  | 18  | +20 | 21 |                  |
| 4      | Chalkanoras Idaliou       | 16  |    |    |    | 36  | 22  | +14 | 21 |                  |
| 5      | Omonia Aradippou          | 16  |    |    |    | 35  | 22  | +23 | 20 |                  |
| 6      | Ethnikos Achna FC         | 16  |    |    |    | 29  | 38  | -9  | 11 |                  |
| 7      | Othellos Athienou FC      | 16  |    |    |    | 18  | 29  | -11 | 11 |                  |
| 8      | Ethnikos Asteras Limassol | 16  |    |    |    | 23  | 50  | -27 | 7  |                  |
| 9      | Anagennisi Deryneia FC    | 16  |    |    |    | 23  | 83  | -60 | 3  |                  |

Hệ thống điểm: Thắng=2 điểm, Hòa=1 điểm, Thua=0 điểm

## Playoff Vô địch
Hai đội vô địch bảng, APOP Paphos FC và Ethnikos Assia FC đối mặt với nhau trong trận play-off hai lượt cho chức vô địch. APOP Paphos FC thắng cả hai trận.
- Ethnikos Assia FC 2–3 APOP Paphos FC
- APOP Paphos FC 4–0 Ethnikos Assia FC